# 玉城町
玉城町（たまきちょう）は、三重県度会郡にある町。南勢地域（伊勢志摩）に含まれる。
伊勢市に隣接しており、かつては伊勢神宮への参宮客が集まる宿場町として賑わった。北畠親房と北畠顕信によって築かれたとされる田丸城跡がある。明治維新の際に田丸城の建造物はほとんど取り壊された。三の丸跡の玉城町立玉城中学校をはじめ、玉城町役場、保育所などの公共施設が城跡に建てられているが、天守閣跡や石垣、外堀、内堀などの遺構は今も残されている。また他所へ移築されていた富士見門、三の丸の奥書院なども城跡に移築されている。

## 地理
- 山：大仏山
- 川：宮川、外城田川

### 隣接している自治体
- 伊勢市
- 多気郡多気町、明和町
- 度会郡度会町

## 歴史
- 1955年（昭和30年）4月10日 - 度会郡田丸町・東外城田村および有田村の一部（長更・世古・門前・坂本・谷村・玉川・岡村・妙法寺・中楽・久保および字妻ヶ広を除く井倉）が合併して玉城町が発足。
- 1956年（昭和31年）9月30日 - 下外城田村を編入。

## 人口
| |                                        |  |
| 玉城町と全国の年齢別人口分布（2005年） | 玉城町の年齢・男女別人口分布（2005年） |  |
| ■紫色 ― 玉城町 ■緑色 ― 日本全国 | ■青色 ― 男性 ■赤色 ― 女性              |  |
| 玉城町（に相当する地域）の人口の推移 \| 1970年（昭和45年） \| 10,482人 \| \| \| 1975年（昭和50年） \| 11,004人 \| \| \| 1980年（昭和55年） \| 11,643人 \| \| \| 1985年（昭和60年） \| 12,141人 \| \| \| 1990年（平成2年） \| 12,348人 \| \| \| 1995年（平成7年） \| 13,313人 \| \| \| 2000年（平成12年） \| 14,284人 \| \| \| 2005年（平成17年） \| 14,888人 \| \| \| 2010年（平成22年） \| 15,297人 \| \| \| 2015年（平成27年） \| 15,431人 \| \| \| 2020年（令和2年） \| 15,041人 \| \| |                                        |  |
| 総務省統計局 国勢調査より |                                        |  |
| 1970年（昭和45年） | 10,482人                               |  |
| 1975年（昭和50年） | 11,004人                               |  |
| 1980年（昭和55年） | 11,643人                               |  |
| 1985年（昭和60年） | 12,141人                               |  |
| 1990年（平成2年） | 12,348人                               |  |
| 1995年（平成7年） | 13,313人                               |  |
| 2000年（平成12年） | 14,284人                               |  |
| 2005年（平成17年） | 14,888人                               |  |
| 2010年（平成22年） | 15,297人                               |  |
| 2015年（平成27年） | 15,431人                               |  |
| 2020年（令和2年） | 15,041人                               |  |

## 行政

### 町長
- 辻村修一（1949年2月15日生） - 助役や総務課長を経て2006年4月19日に町長就任。

### 選挙
衆議院議員選挙の選挙区は「三重県第4区」、三重県議会議員選挙の選挙区は「度会郡選挙区」（定数：2）となっている。

### 姉妹都市
- 沖縄県南城市 - 1993年（平成5年）に島尻郡玉城村と姉妹都市提携。2006年（平成18年）1月1日に合併により玉城村は南城市の一部となった。

### 地区
- 有田地区
  - 世古、井倉、長更、門前、坂本、日向、玉川、岡村、久保、中楽、妙法寺
- 田丸地区
  - 佐田、田丸、下田辺、上田辺
- 下外城田地区
  - 冨岡、岡出、小社曽根、山岡、宮古、中角、昼田、岩出
- 東外城田地区
  - 勝田、田宮寺、野篠、矢野、山神、積良、蚊野、原

## 経済

### 特産品
- 玉城豚

### 企業
- 京セラドキュメントソリューションズ株式会社玉城工場
- パナソニック株式会社伊勢工場
- 美和ロック株式会社玉城工場

## 教育

### 中学校
- 玉城町立玉城中学校

### 小学校
- 玉城町立有田小学校
- 玉城町立下外城田小学校
- 玉城町立田丸小学校
- 玉城町立外城田小学校

### 特別支援学校
- 三重県立特別支援学校玉城わかば学園

## 施設
- アスピア玉城ふれあいの館

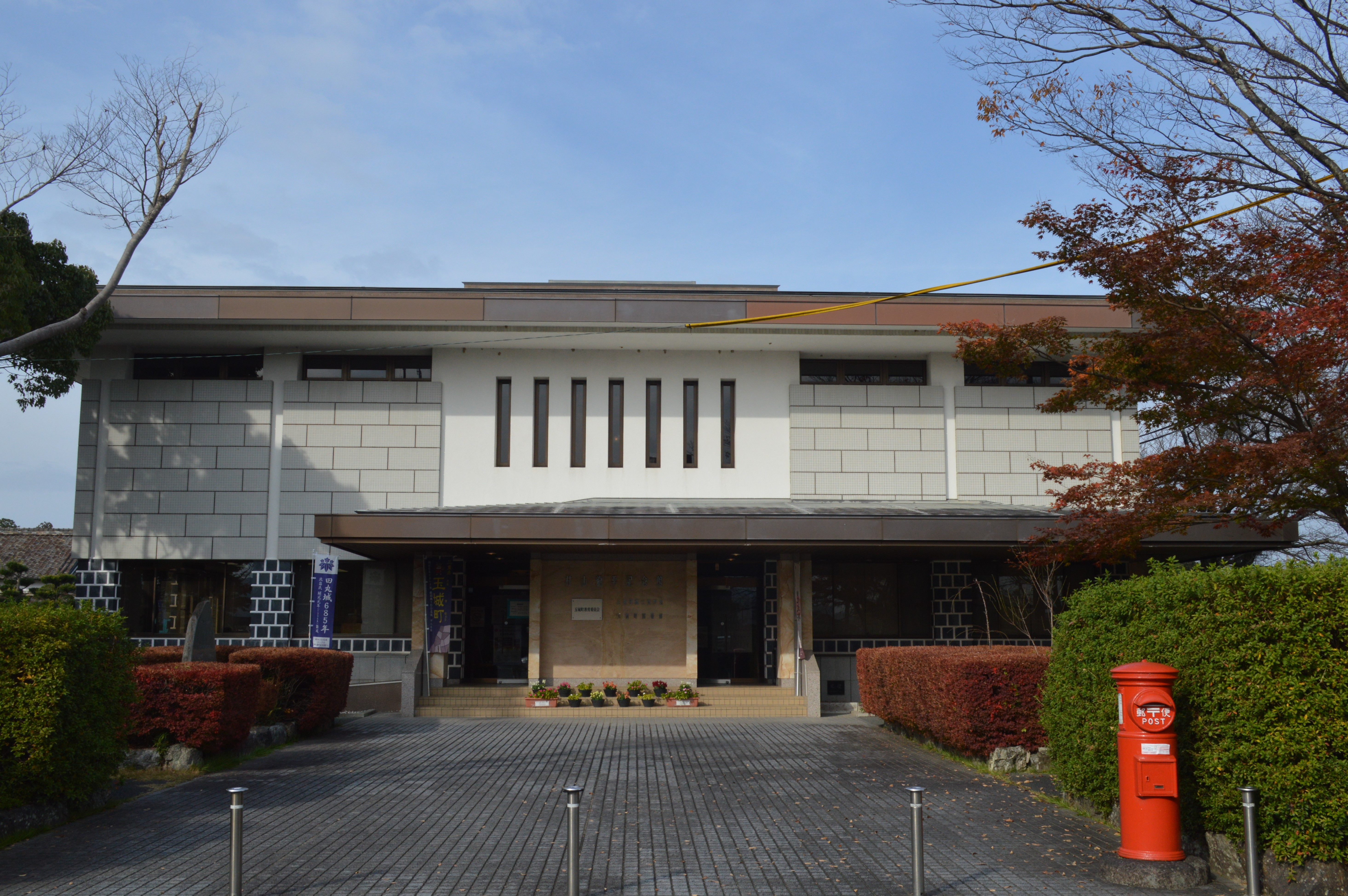
村山龍平記念館

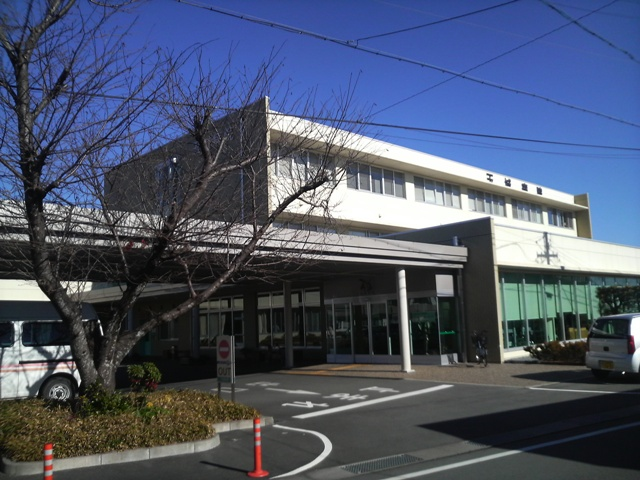
玉城病院

- 村山龍平記念館 - 玉城町郷土資料館や玉城町図書館などを併設する文化施設。
- 田丸東映 - かつて玉城町にあった映画館。1960年（昭和35年）の度会郡には16館の映画館があった[注 1]。
- 玉城町国民健康保険玉城病院
- 訪問介護ステーションたまき
- ケアハイツ玉城

### 日本郵政グループ
（2012年12月現在）
- 日本郵便株式会社
  - 玉城郵便局（佐田）　－　集配局。ゆうちょ銀行ATMのホリデーサービス実施局。
  - 東外城田（ひがしときだ）郵便局（原）
  - 有田（うだ）簡易郵便局（長更＝ながふけ）
  - 下外城田簡易郵便局（小社曽根＝おごそそね）

玉城町全域の郵便番号は「519-04xx」（玉城郵便局の集配担当）となっている。

## 交通

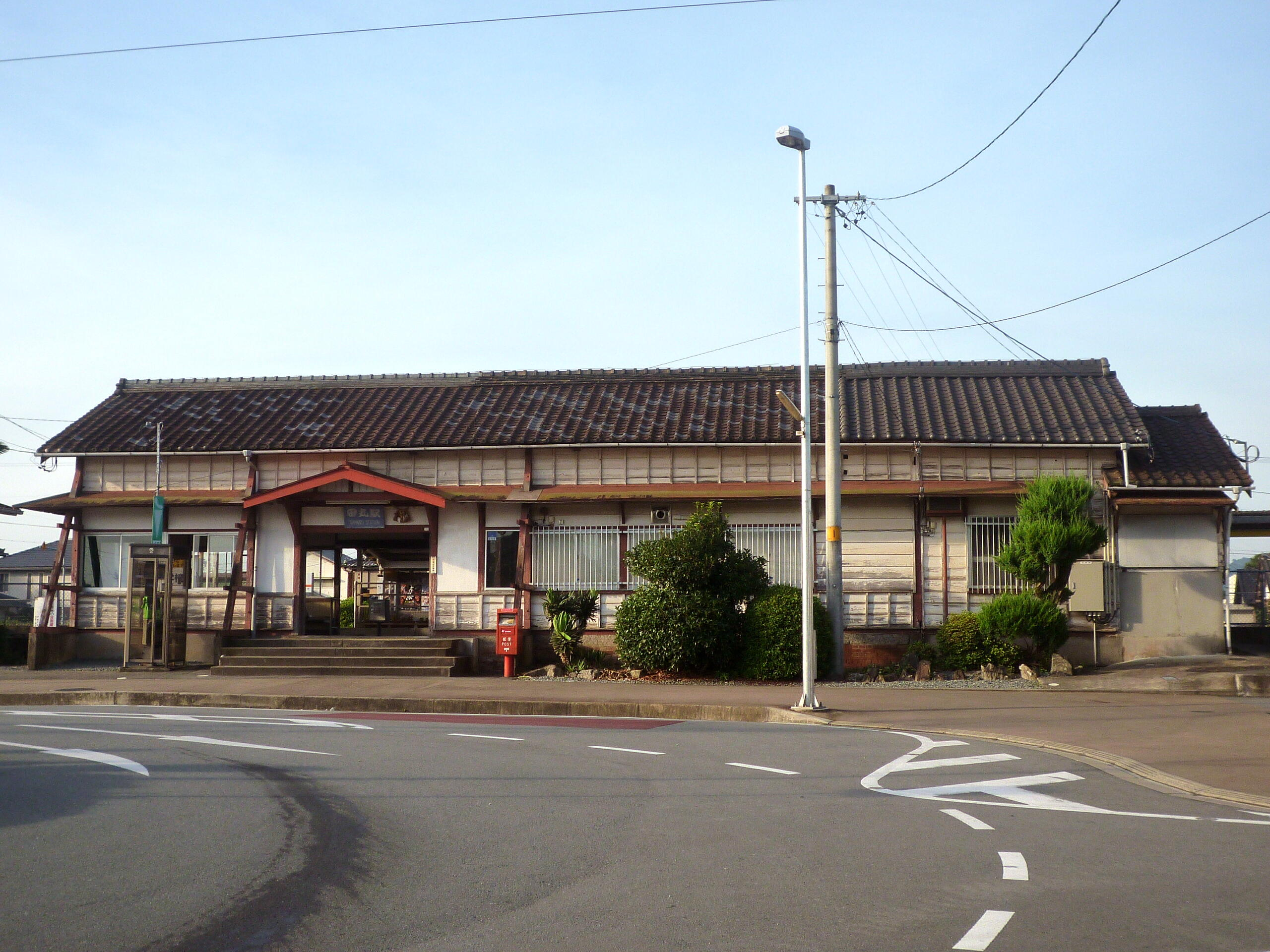
田丸駅

### 鉄道
東海旅客鉄道（JR東海）
- 参宮線：田丸駅

### 路線バス
- 三重交通グループ - 三交伊勢志摩交通が伊勢市と町中心部とを結ぶ路線を運行しているほか、三重交通が運行する伊勢市と度会町を結ぶ路線が町東端部の宮川左岸を経由する。
  - 三交伊勢志摩交通
    - A回り：伊勢市駅前 - 度会橋 - 荒子団地前 - 玉城病院前 - 田丸駅前 - 田丸城跡（玉城町役場前）
    - B回り：伊勢市駅前 - 度会橋 - 新田町東 - 玉城病院前 - 田丸駅前 - 田丸城跡（玉城町役場前）
      - いずれも田丸城跡で折り返してもう一方のルートで戻る循環運行

  - 三重交通
    - 25：伊勢市駅前 - 昼田 - 岩出 - 大野木 - 度会町役場前・田間・注連指
    - 26：伊勢市駅前 - 昼田 - 岩出 - 大野木 - 度会町役場前 - 中村
- 玉城町福祉バス「元気バス」 - 登録制・事前予約制で町民のみ登録・利用可能。

### 道路
高速道路
- 伊勢自動車道：玉城IC

国道
なし
三重県道
- 主要地方道
  - 三重県道13号伊勢多気線
  - 三重県道37号鳥羽松阪線
  - 三重県道65号度会玉城線
- 一般県道
  - 三重県道169号玉城南勢線
  - 三重県道530号田丸停車場斎明線
  - 三重県道716号玉川小俣線
  - 三重県道717号岩出田丸線
  - 三重県道777号松阪伊勢自転車道線

## 名所・旧跡
- 田丸城 - 三重県指定史跡。

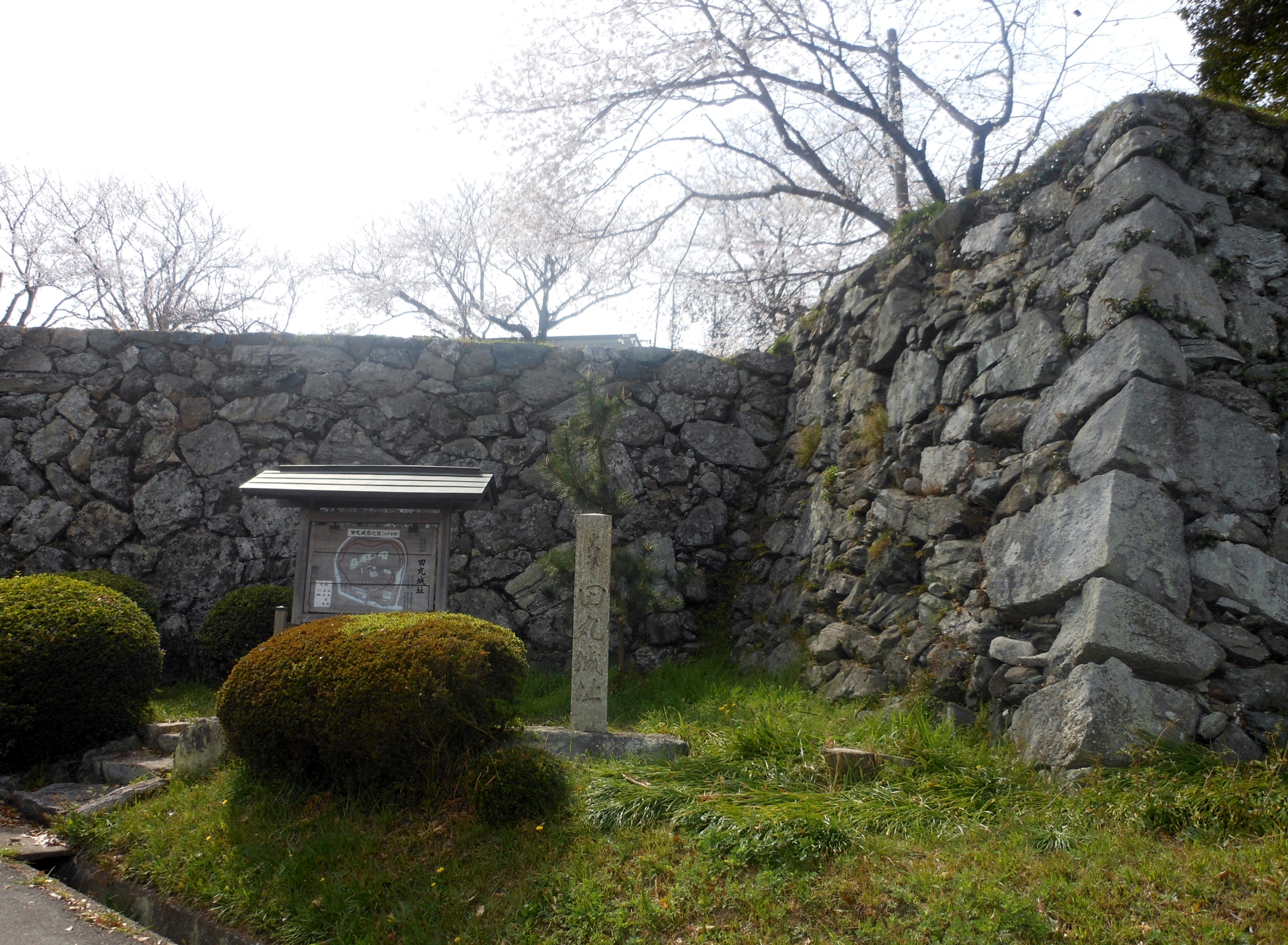
田丸城

- 田丸神社 - 2009年5月3日、80年ぶりに御木曳が復活した[5]。
- 塚田古墳群
- 田丸道遺跡
- 狭田国生神社
- 鴨神社
- 鴨下神社
- 田乃家神社・田乃家御前神社
- 津布良神社
- 小社神社
- 蚊野神社・蚊野御前神社
- 奈良波良神社
- 朽羅神社
- 坂手国生神社
- 棒原神社

## 出身者
- 藤田大助 - 政治家。衆議院議員。
- 村山龍平 - 朝日新聞社創設者。玉城町名誉町民第1号[6]。
- 小林政太郎 - 柔軟オブラートの発明者[7]。
- 山路徳三郎 - 医師。松阪牛を広めた人物。
- 外城田川忍 - 小説家。
- 坂川美女丸 - ミュージシャン。カブキロックス。
- まあやん - 漫画家[8]。